# Inas al-Saqa
Inas al-Saqa (arabe : يناس الءساقا), née le 26 mars 1970 dans la bande de Gaza et morte dans un bombardement israélien le 31 octobre 2023 à Gaza-ville, est une dramaturge, actrice, femme de lettres et professeur palestinienne spécialisée dans le théâtre pour enfants,,,.
Elle est membre de l'Association des travailleuses palestiniennes pour le développement (ar).

## Biographie
Inas Mohammed al-Saqa étudie la décoration d'intérieur et obtient également une licence en travail social à l'université ouverte d'Al-Quds,. C'est à cette époque que débute son activité dans le monde du théâtre et du cinéma. Elle devient professeur de théâtre et enseigne dans des camps de théâtre pour enfants. 
Elle vit de nombreuses années en République arabe d'Égypte, puis revient s'installer dans la bande de Gaza.

### Carrière théâtrale
Inas al-Saqa a écrit et mis en scène de nombreuses pièces, dont الدب (litt. « L'Ours ») en coopération avec le théâtre Ishtar (ar) de Jérusalem et l'Académie suédoise, نساء غزة وصبر أيوب (litt. « Les Femmes de Gaza et la patience d'Ayoub ») et كل شي تمام (litt. « Tout va bien »). Elle a également organisé des camps d’été pour les enfants palestiniens, consacrés aux prestations théâtrales.

### Carrière cinématographique
Inas al-Saqa a participé en tant qu'actrice au film Sara (2014), réalisé par Khalil al-Muzayen,. Le film traite du thème des crimes d’honneur dans le monde arabe. Elle joue également dans عصفور الوطن (litt. « Le Moineau de la patrie ») de Mustafa al-Nabih, un long métrage sur la Nakba de 1948 et l'occupation israélienne de Gaza et de la Cisjordanie en 1967.

### Mort dans un bombardement
Elle et trois de ses enfants (Lina, Sarah, Ibrahim) sont assassinés le 31 octobre 2023 lors d'une frappe aérienne menée par l'armée de l'air israélienne sur la maison de la famille Wahidi près du carrefour Al-Sinaa, où ils s'étaient réfugiés après avoir quitté le centre culturel orthodoxe à Gaza-ville lors de l'Invasion israélienne de la bande de Gaza,. Ses deux autres enfants, Farah et Rita, ont été grièvement blessés. Elle était mariée à Alaa Abu Sido.
Le ministère palestinien de la culture (ar) a déploré sa mort dans un communiqué, déclarant : « L'artiste Inas al-Saqa et ses deux filles, Lynn et Sarah, ont été martyrisées par les bombardements incessants sur la bande de Gaza ». 